# Kvalspelet till damernas turnering i handboll vid olympiska sommarspelen 2012
Kvalspelet till damernas turnering i handboll vid olympiska sommarspelen 2012 innefattar de turneringar som leder fram till att ett nationellt damlandslag säkrar en plats i de olympiska sommarspelen 2012.
Totalt 12 lag får ställa upp och Storbritannien är automatiskt kvalificerade i egenskap av värdnation.

## Kvotplatser
| Kontinent                           | Slutdatum        | Spelplats     | Platser | Kvalificerade lag      |
| ----------------------------------- | ---------------- | ------------- | ------- | ---------------------- |
| Värdnation                          | -                | -             | 1       | Storbritannien         |
| Europa (mästerskap)                 | 19 december 2010 | Danmark Norge | 1       | Sverige 1              |
| Asien (kvaltävling)                 | 21 oktober 2011  | Kina          | 1       | Sydkorea               |
| Amerika (mästerskap)                | 23 oktober 2011  | Mexiko        | 1       | Brasilien              |
| Världen (mästerskap)                | 18 december 2011 | Brasilien     | 1       | Norge                  |
| Afrika (mästerskap)                 | 21 januari 2012  | Marocko       | 1       | Angola                 |
| Olympiska kvalifikationsturneringar | 27 maj 2012      | Frankrike     | 2       | Montenegro · Frankrike |
| Olympiska kvalifikationsturneringar | 27 maj 2012      | Spanien       | 2       | Spanien · Kroatien     |
| Olympiska kvalifikationsturneringar | 27 maj 2012      | Danmark       | 2       | Ryssland · Danmark     |
| Totalt                              |                  |               | 12      |                        |

Not 1. Norge vann europamästerskapen 2010 men blev även världsmästare 2011, därav tilldelades Europas plats Sverige (tvåa i EM).
| Färgförklaring                                                                                        |
| --- |
| Laget har kvalificerat sig till den olympiska turneringen 2012                                        |
| Laget har kvalificerat sig till den olympiska kvalifikationsturneringen genom världsmästerskapen      |
| Laget har kvalificerat sig till den olympiska kvalifikationsturneringen genom kontinentala mästerskap |

## Världsmästerskapen
- De sex bästa nationerna som ännu inte kvalificerat sig erhöll en plats i en olympisk kvalturnering.
- Kvalificering till olympiska spelen eller kvalturneringarna genom världsmästerskapen räknas före de kontinentala mästerskapen.

| Plac. | Lag             |
| ----- | --------------- |
| 1     | Norge           |
| 2     | Frankrike       |
| 3     | Spanien         |
| 4     | Danmark         |
| 5     | Brasilien       |
| 6     | Ryssland        |
| 7     | Kroatien        |
| 8     | Angola          |
| 9     | Sverige         |
| 10    | Montenegro      |
| 11    | Sydkorea        |
| 12    | Island          |
| 13    | Rumänien        |
| 14    | Japan           |
| 15    | Nederländerna   |
| 16    | Elfenbenskusten |
| 17    | Tyskland        |
| 18    | Tunisien        |
| 19    | Kazakstan       |
| 20    | Uruguay         |
| 21    | Kina            |
| 22    | Kuba            |
| 23    | Argentina       |
| 24    | Australien      |

## Kontinentala mästerskap

### Afrika
- Vinnaren kvalificerade sig till den olympiska turneringen, tvåan erhöll en plats i en olympisk kvalturnering.

| Plac. | Lag               |
| ----- | ----------------- |
| 1     | Angola            |
| 2     | Tunisien          |
| 3     | Kongo-Kinshasa    |
| 4     | Algeriet          |
| 5     | Kamerun           |
| 6     | Kongo-Brazzaville |
| 7     | Elfenbenskusten   |
| 8     | Senegal           |
| 9     | Egypten           |
| 10    | Marocko           |

### Amerika
- Vinnaren kvalificerade sig till den olympiska turneringen, tvåan samt trean erhöll en plats i en olympisk kvalturnering.

| Plac. | Lag                     |
| ----- | ----------------------- |
| 1     | Brasilien               |
| 2     | Argentina               |
| 3     | Dominikanska republiken |
| 4     | Mexiko                  |
| 5     | Chile                   |
| 6     | Puerto Rico             |
| 7     | Uruguay                 |
| 8     | USA                     |

### Asien
- Vinnaren kvalificerade sig till den olympiska turneringen, tvåan erhöll en plats i en olympisk kvalturnering.

| Plac. | Lag          | SM | V | O | F | GM  | IM  | MS   | Poäng |
| ----- | ------------ | -- | - | - | - | --- | --- | ---- | ----- |
| 1     | Sydkorea     | 5  | 5 | 0 | 0 | 183 | 104 | +79  | 10    |
| 2     | Japan        | 5  | 4 | 0 | 1 | 160 | 109 | +51  | 8     |
| 3     | Kina         | 5  | 3 | 0 | 2 | 131 | 110 | +21  | 6     |
| 4     | Nordkorea    | 5  | 1 | 1 | 3 | 133 | 134 | −1   | 3     |
| 5     | Kazakstan    | 5  | 1 | 1 | 3 | 119 | 127 | −8   | 3     |
| 6     | Turkmenistan | 5  | 0 | 0 | 5 | 48  | 190 | −142 | 0     |

### Europa
- Tvåan kvalificerade sig till den olympiska turneringen då vinnarna från Norge kvalificerade sig genom världsmästerskapen.
- De två högst placerade lagen som ännu inte kvalificerat sig till den olympiska turneringen eller kvalturneringen erhöll en plats i en olympisk kvalturnering.

| Plac. | Lag           |
| ----- | ------------- |
| 1     | Norge         |
| 2     | Sverige       |
| 3     | Rumänien      |
| 4     | Danmark       |
| 5     | Frankrike     |
| 6     | Montenegro    |
| 7     | Ryssland      |
| 8     | Nederländerna |
| 9     | Kroatien      |
| 10    | Ungern        |
| 11    | Spanien       |
| 12    | Ukraina       |
| 13    | Tyskland      |
| 14    | Serbien       |
| 15    | Island        |
| 16    | Slovenien     |

## Olympiska kvalifikationsturneringar
De olympiska kvalturneringarna spelades mellan den 25 och 27 maj 2012.
Numret på kontinenterna baseras på det högst placerade landet i VM - kontinent ett är därför Europa, två är Amerika, tre är Afrika och fyra är Asien.
| IHF Kvalturnering #1 | IHF Kvalturnering #2 | IHF Kvalturnering #3 |
| --- | --- | --- |
| - 2:a från VM (Tvåa, VM 2011) : · Frankrike - 7:e från VM (Tia, VM 2011) : · Montenegro - 2:a från Kontinent 1 (Trea, EM 2010) : · Rumänien - 2:a från Kontinent 4 (Tvåa, Asien 2011) : · Japan | - 3:e från VM (Trea, VM 2011) : · Spanien - 6:e från VM (Sjua, VM 2011) : · Kroatien - 2:a från Kontinent 2 (Tvåa, Amerika 2011) : · Argentina - 3:e från Kontinent 1 (Åtta, Europa 2010) : · Nederländerna | - 4:e från VM (Fyra, VM 2011) : · Danmark - 5:e från VM (Sexa, VM 2011) : · Ryssland - 2nd från Kontinent 3 (Tvåa, Afrika 2012) : · Tunisien - 3rd från Kontinent 2 (Trea, Amerika 2011) : · Dominikanska republiken |